# ミケーレ・ゴルディジャーニ
ミケーレ・ゴルディジャーニ（Michele Gordigiani、1835年5月29日 - 1909年10月7日）はイタリアの肖像画家である。

## 略歴
フィレンツェで生まれた。父親は作曲家のルイージ・ゴルディジャーニ(Luigi Gordigiani:1800-1860)で、母方の祖父、マウロ・ジュリアーニは有名なギタリスト・作曲家である。
フィレンツェの美術学校でジュゼッペ・ベッツォーリに学んだ。その後ルイージ・ノルチーニやシルヴェストロ・レーガにも学んだ。ルイージ・ムッシーニの私塾の学生にもなった。
1850年代半ばからフィレンツェの芸術家たちのたまり場であった「カッフェ・ミケランジョロ」に出入りするようになり、「マッキア派」となる画家たちの肖像画も描いた。
1860年に知り合いで、パリでナポレオン3世の愛人となった、カスティリオーネ伯爵夫人に招かれてパリに移り、伯爵夫人の肖像画を描いた。肖像画家としての評価が高まり、多くの王族や貴族から、肖像画の注文を受けるようになった。ゴルディジャーニが肖像画を描いた人物にはサルデーニャ王国の国王、ヴィットーリオ・エマヌエーレ2世や王女マルゲリータもいる。、
1867年にロンドンに滞在し、ビクトリア女王とその配偶者アルバートの肖像画を描き、ロイヤル・アカデミー・オブ・アーツの展覧会にも作品を出展した。各地の博覧会にも出展し、晩年にはアメリカにも旅した。
ゴルディジャーニの弟子には Fosco Tricca、Francesca Magliani、 Pompeo Massani、Alfredo Müllerらがいる。 

## 作品

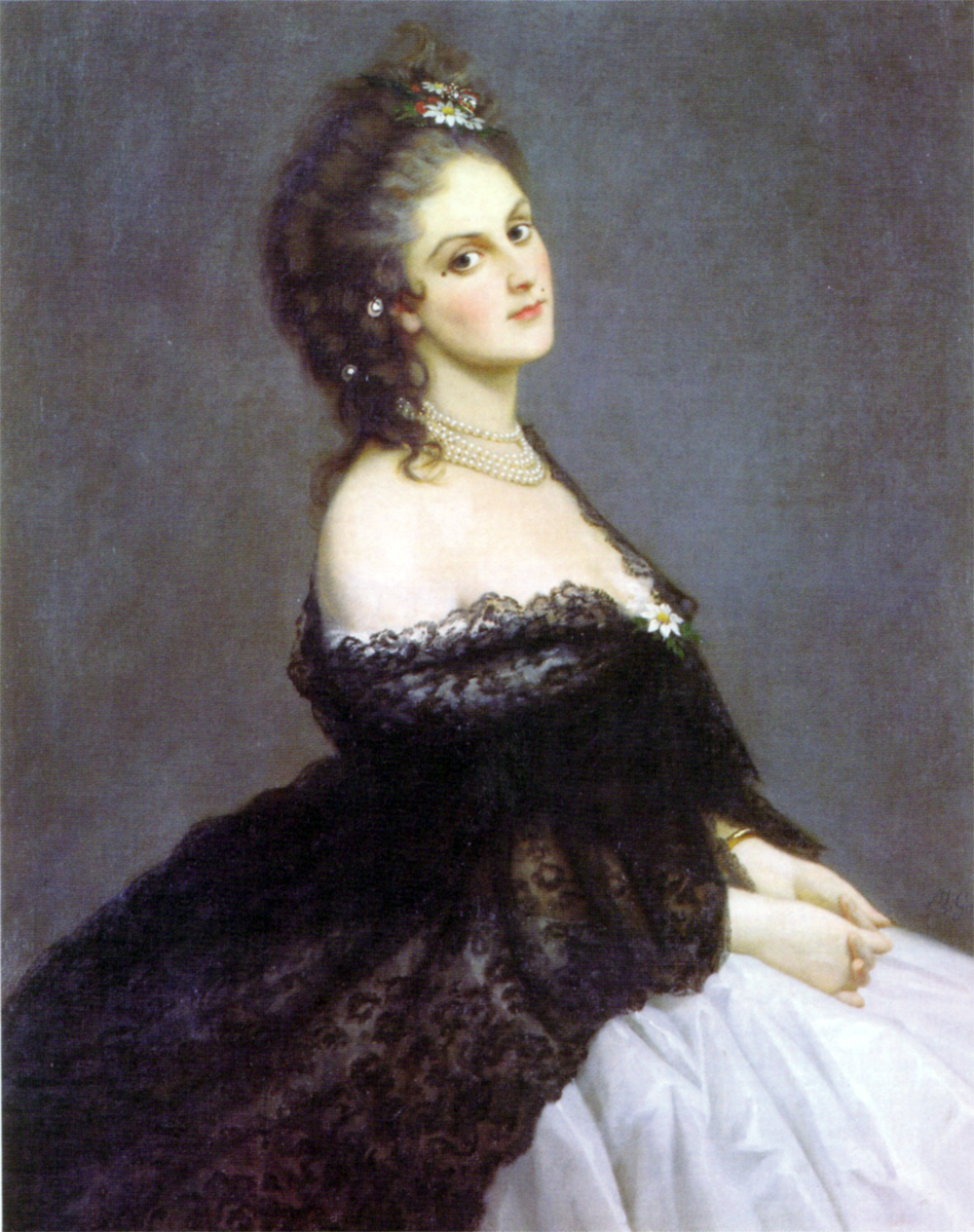
カスティリオーネ伯爵夫人(1862)
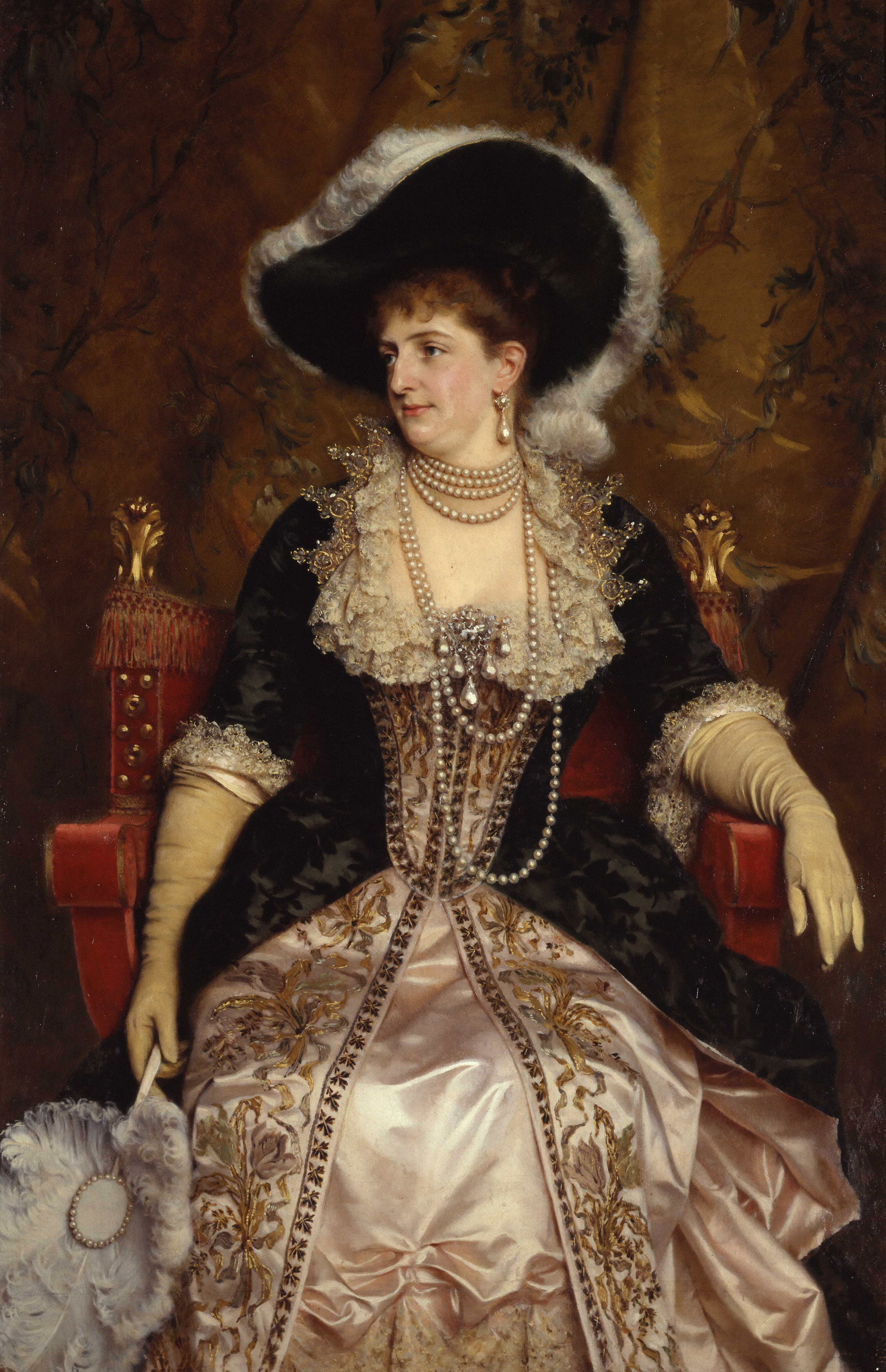
サルデーニャ王女マルゲリータ (1884)
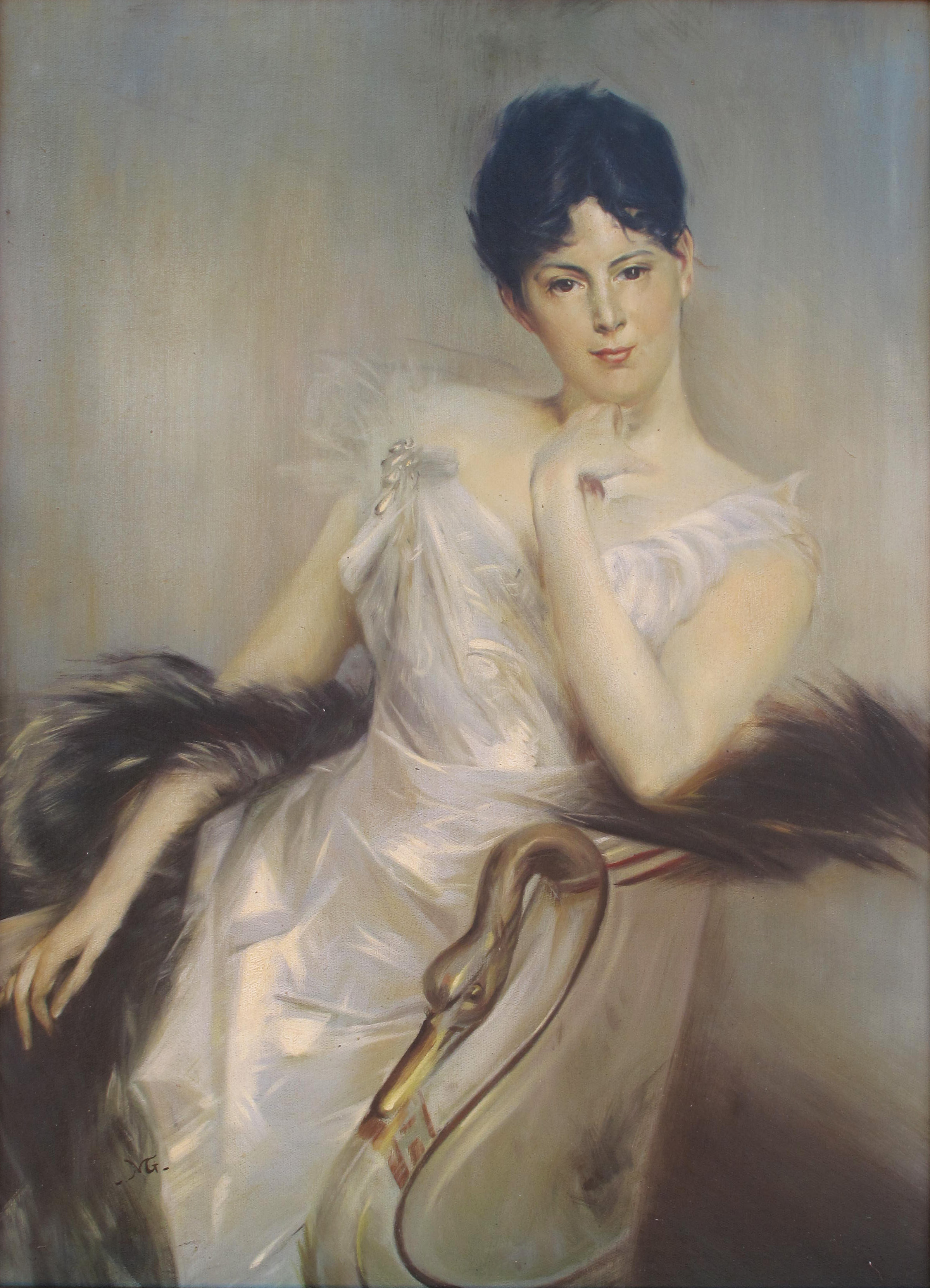
Contessa Anna Maria Rombo(c.1803)
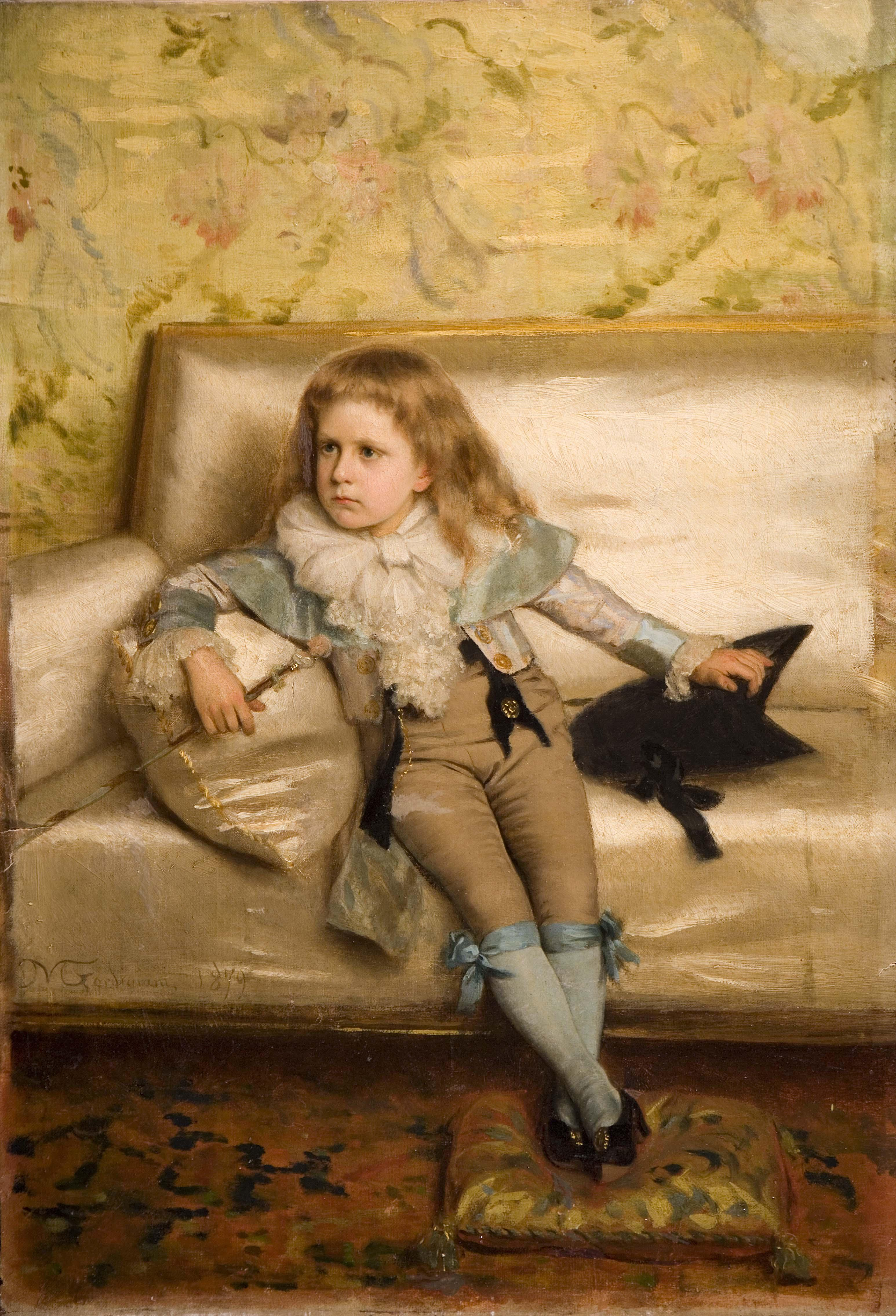
(1879)
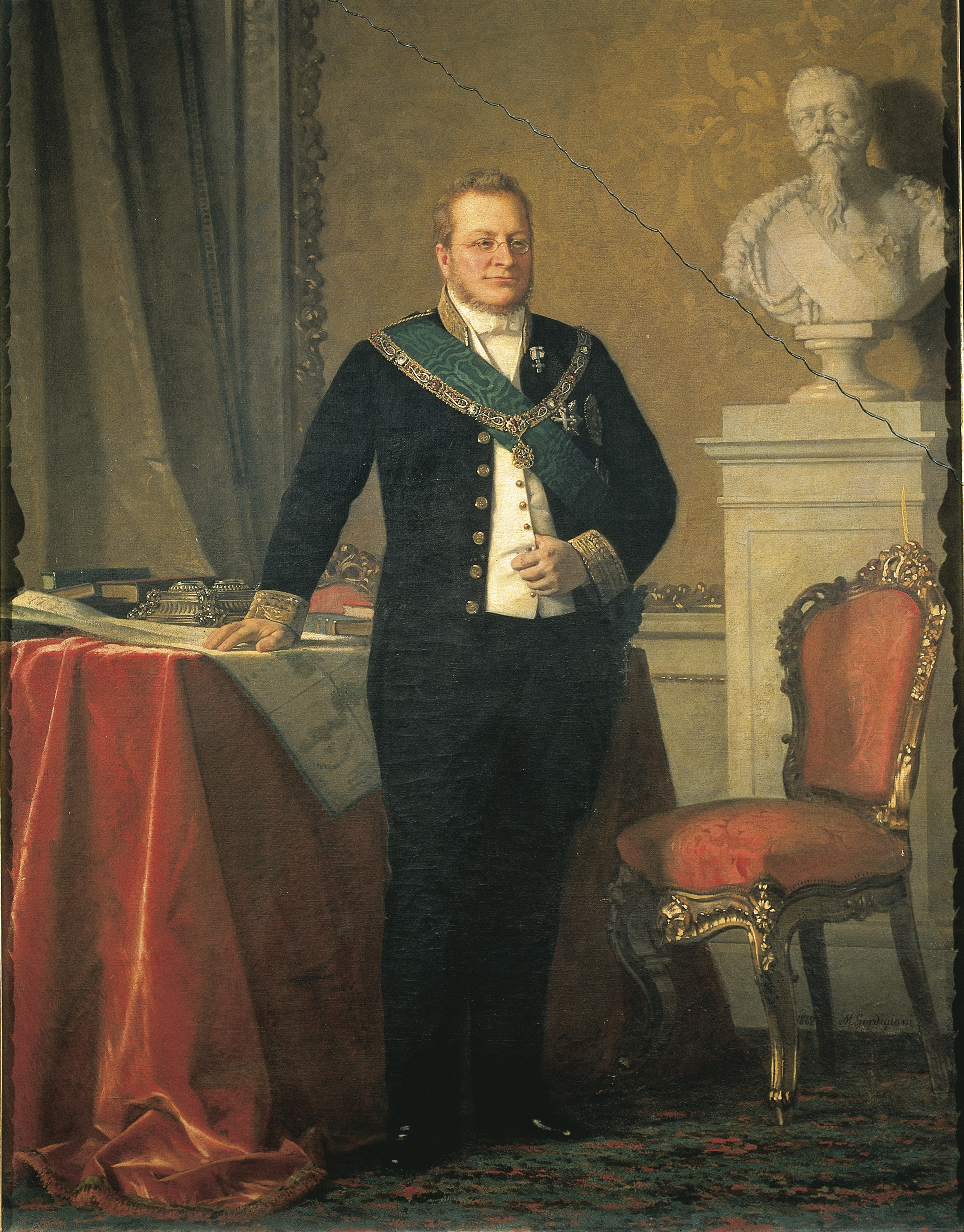
カミッロ・カヴール-サルデーニャ王国首相
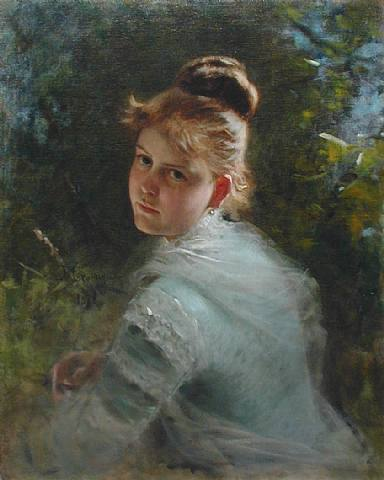
Sarah Choate Sears-美術収集家
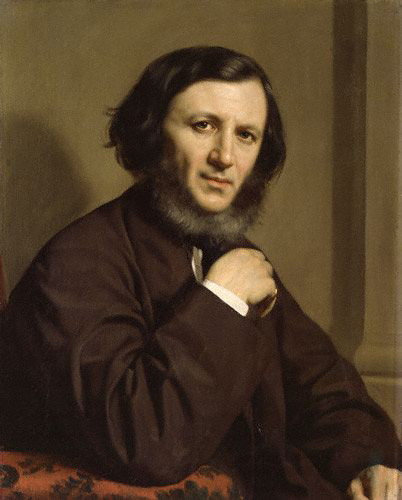
Robert Barrett Browning-画家
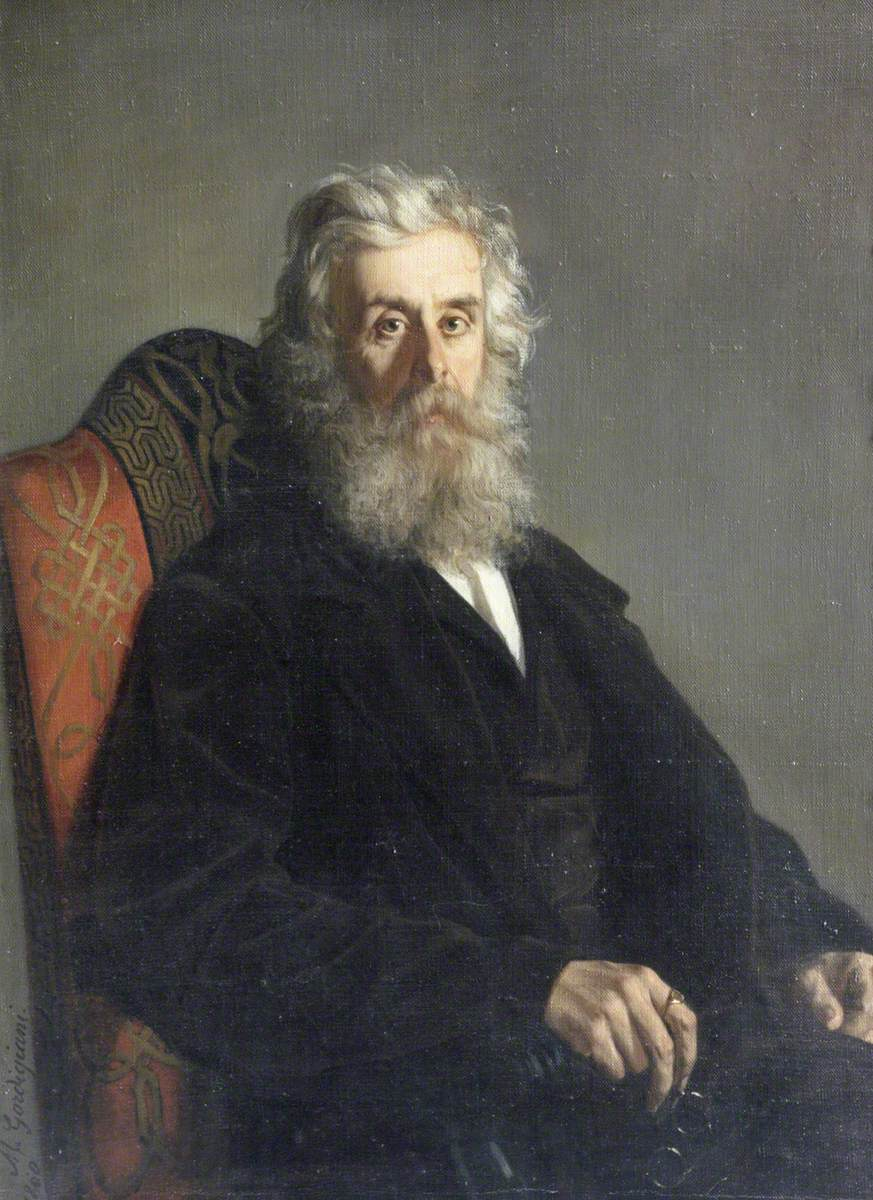